# Fluttor

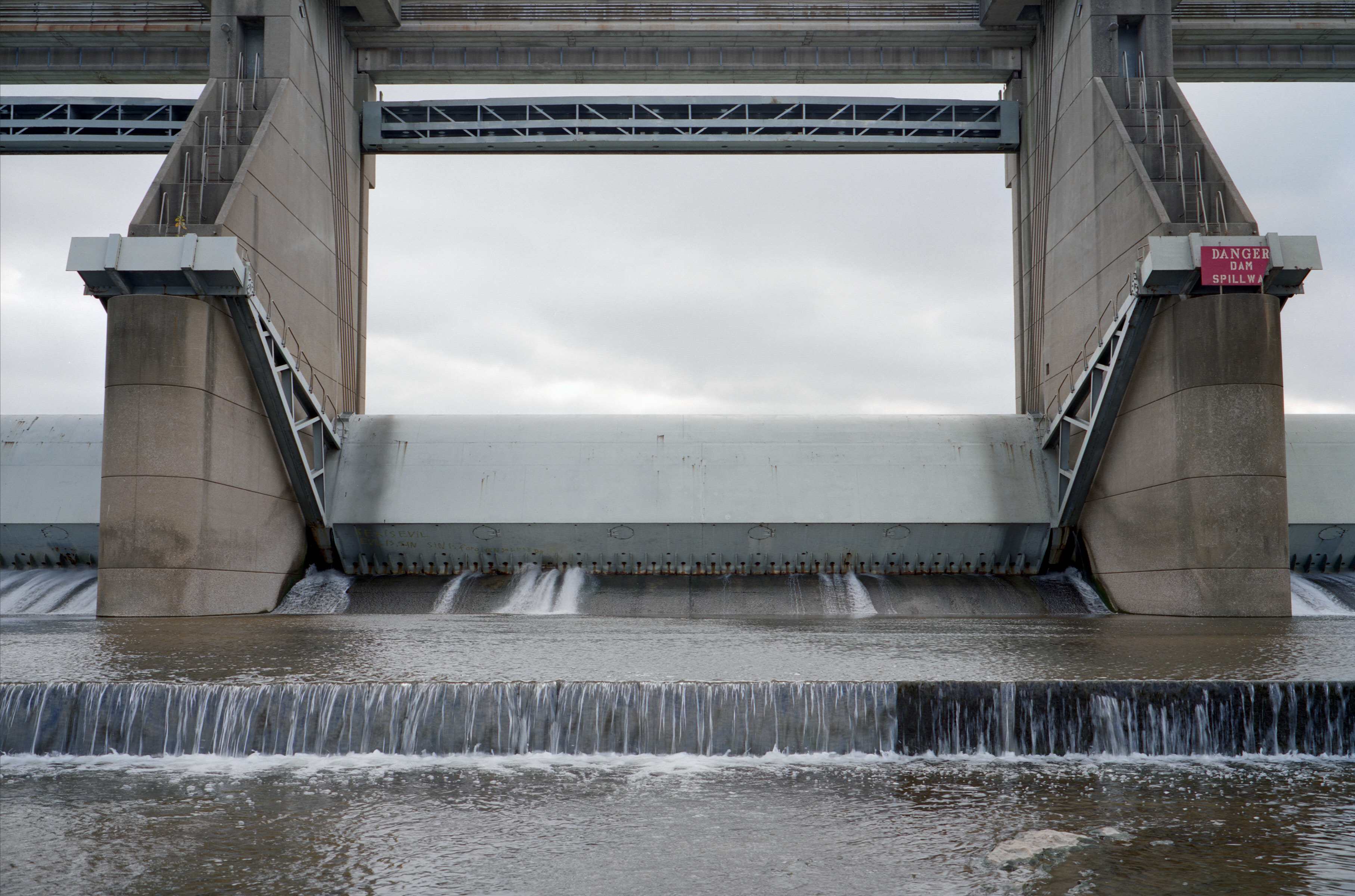
Fluttor eines Segmentwehrs am Ohio River

Fluttore sind Tore, die ähnlich wie Schleusentore geöffnet und/oder geschlossen werden können, um einen Wasserfluss zu kontrollieren. Je nach Anlage werden sie bedient, um Wasser auszusperren (z. B. bei Seeschleusen), durchzulassen (z. B. als Teil von Wehren) oder freizulassen (z. B. auf Retentionsflächen). Insbesondere bei Seeschleusen wird das äußere, nach außen stemmende Tor, als Fluttor bezeichnet, da es die Flut zurückhalten soll.
Das Gegenstück ist das Ebbetor. Es stemmt zur Binnenseite und hat die Aufgabe bei Ebbe den Wasserstand landseitig höher zu halten.

## Bilder

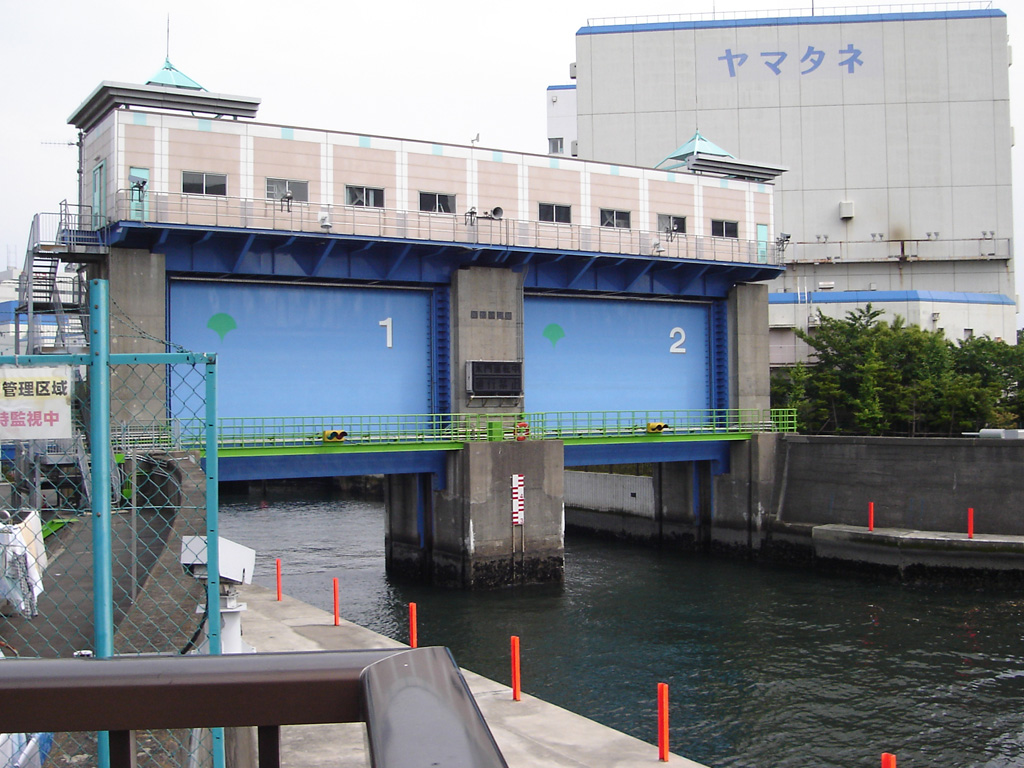
Tokio: Fluttor gegen Sturmfluten
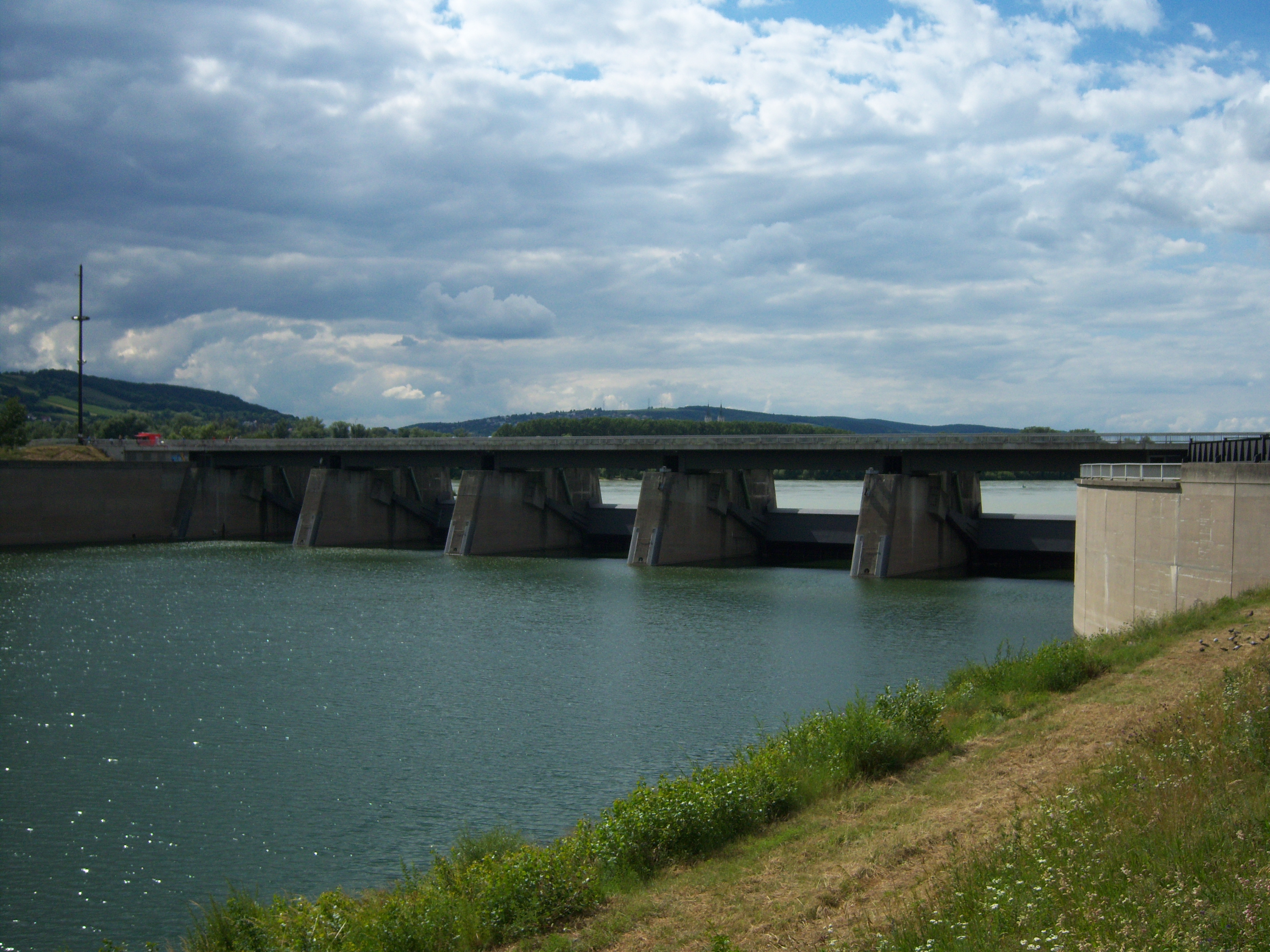
Wien: Fluttore des Einlaufbauwerkes Langenzersdorf, um die Donau zu regulieren
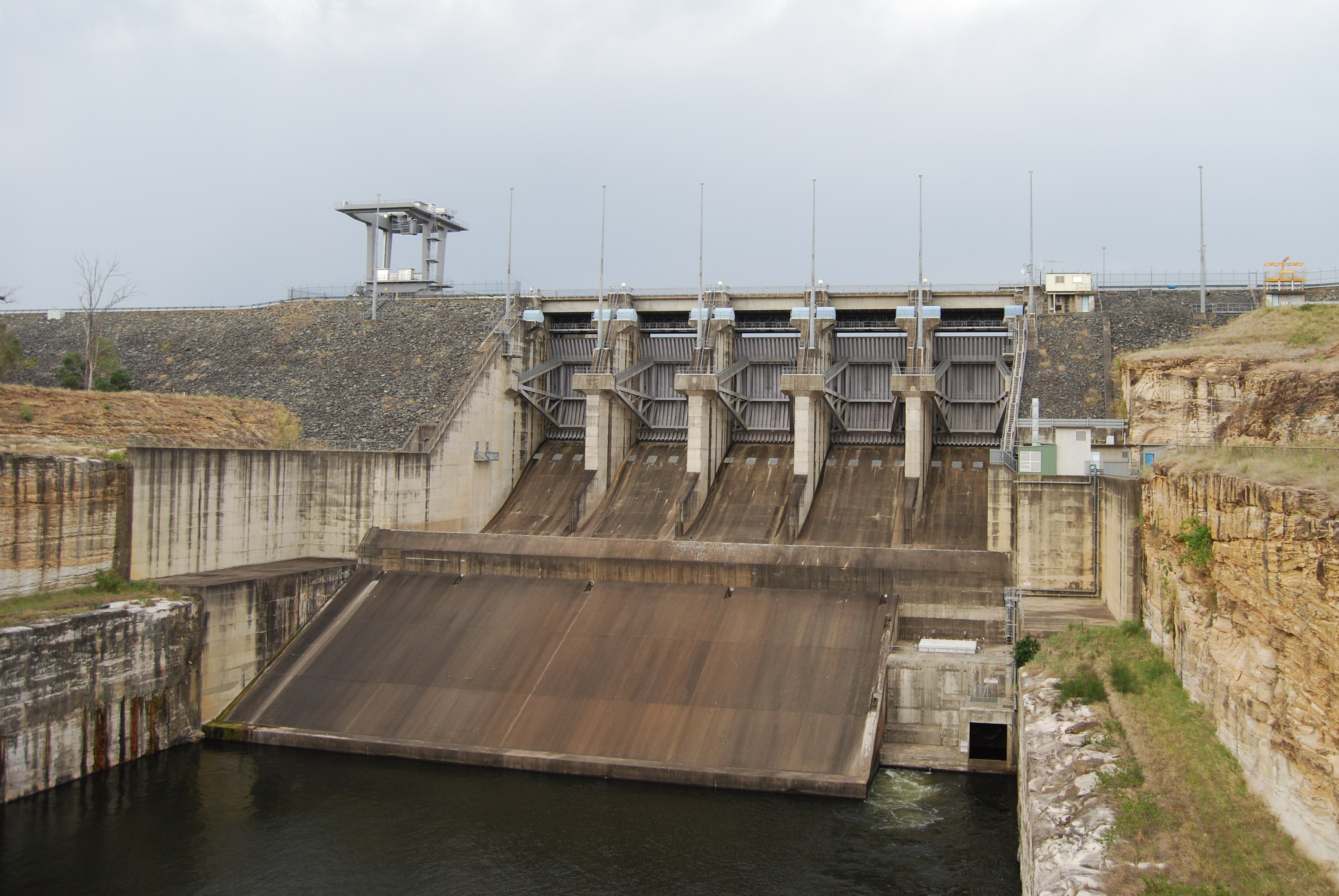
Wivenhoe-Staudamm: Fluttore zum Ablassen von Wasserspitzen
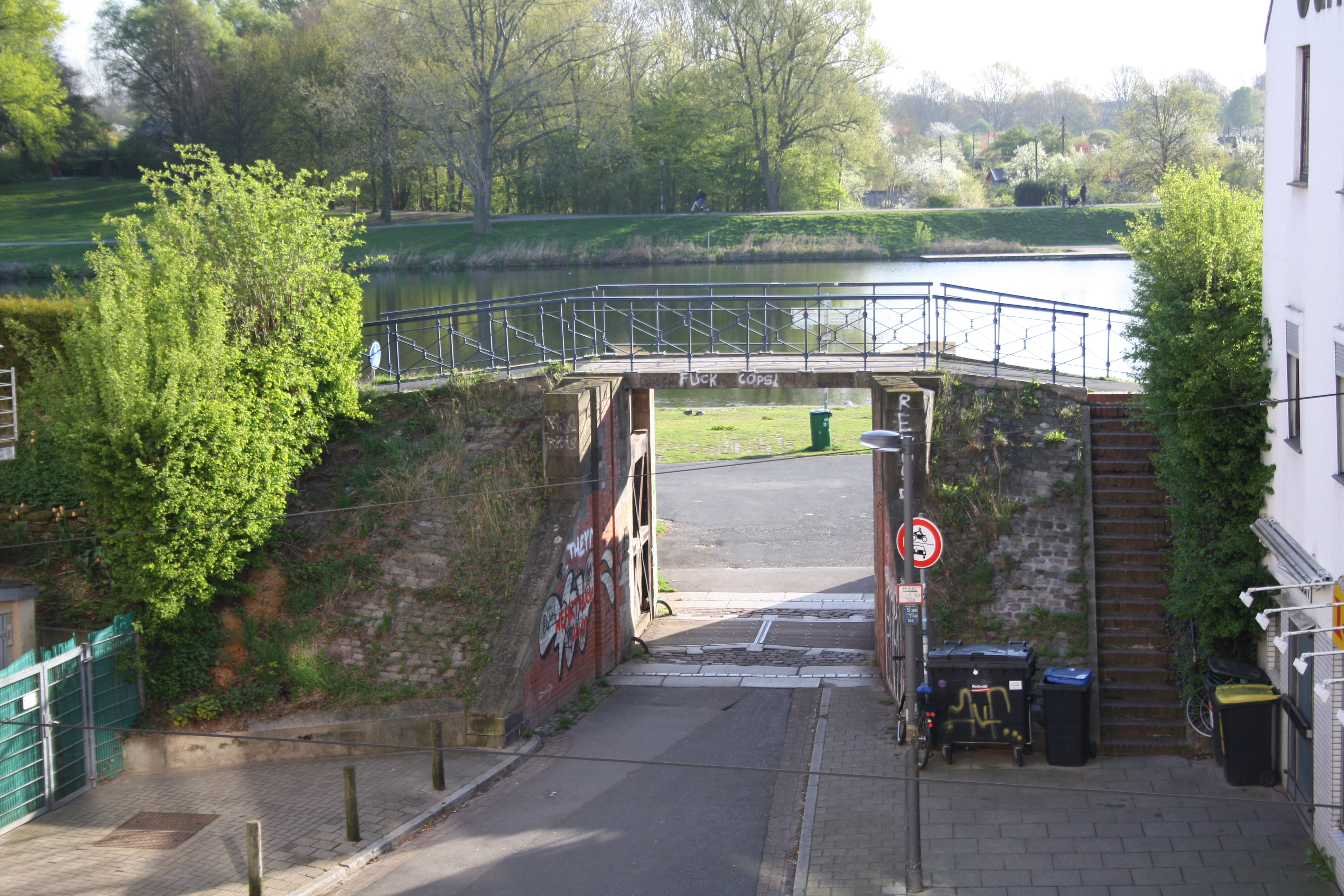
Bremen: Drehflügelfluttore an einem Deichschart